# Sì (album của Andrea Bocelli)
Sì là album phòng thu thứ 16 của giọng nam cao người Ý Andrea Bocelli, được phát hành vào ngày 26 tháng 10 năm 2018. Đây là album đầu tiên của Bocelli sử dụng các chất liệu âm nhạc gốc trong vòng 14 năm kể từ sau khi Andrea được phát hành vào năm 2004. Bocelli song ca cùng con trai Matteo Bocelli trong bài hát "Fall on Me". Ed Sheeran cũng thể hiện và đồng sáng tác bài hát "Amo soltanto te". Sự kiện này đánh dấu lần hợp tác thứ hai giữa Bocelli và Sheeran sau "Perfect Symphony" phát hành năm 2017. Dua Lipa và Josh Groban cũng xuất hiện trong album.
Phiên bản cao cấp của album được bổ sung thêm một số bài hát, trong khi một phiên bản cao cấp khác lại có thêm một đĩa gồm các bản tiếng Tây Ban Nha của các bài hát chính trong album, một bản tiếng Pháp của "Ali di libertà" và một bản tiếng Quan thoại của "If Only" với sự tham gia của ca sĩ người Đài Loan A-Mei. Album trở thành Album của Tuần trên kênh BBC Radio 2 và một số bài hát được ra mắt trên toàn cầu trên mạng lưới phát thanh này.
Sì ra mắt ở vị trí số 1 trên các bảng xếp hạng UK Albums Chart của Anh Quốc và Billboard 200 của Hoa Kỳ, trở thành album quán quân đầu tiên của Bocelli tại hai quốc gia này. Đây cũng là album cổ điển đầu tiên đạt vị trí quán quân trong 20 năm tại Anh Quốc và trong 10 năm tại Hoa Kỳ. Album nhận được đề cử ở hạng mục Album giọng pop truyền thống xuất sắc nhất tại Giải Grammy năm 2020.

## Bối cảnh
Bocelli cho biết rằng ông cùng đội ngũ sáng tác và sản xuất đã tìm được và để dành nhiều bài hát để thực hiện trong nhiều năm, nhưng chưa thật sự ghi âm chúng cho đến tận album Sì. Bocelli giải thích rằng, vì gia đình ông là "một điểm tham chiếu quan trọng trong cuộc đời" nên ông muốn "ca tụng" họ trong album. Kết quả là, con trai Matteo đã song ca cùng ông trong bài "Fall on Me"; trong khi một người con trai khác, Amos, chơi piano trong hai bản acoustic thêm của phiên bản cao cấp. Bocelli cũng dành tặng bài hát "Vivo" cho người vợ của mình, bà Veronica.

## Quảng bá
Bài hát "Fall on Me" được sử dụng trong phần danh đề ở cuối bộ phim The Nutcracker and the Four Realms của Disney.

## Diễn biến thương mại
Sì ra mắt ở vị trí số 1 trên bảng xếp hạng US Billboard 200 với 126.000 đơn vị album tương đương, trong đó có 123.000 bản là album thuần. Đây là album quán quân đầu tiên của Bocelli tại Hoa Kỳ và cũng là album cổ điển đầu tiên đạt được thành tích này kể từ sau khi Noël của Josh Groban vươn lên dẫn đầu bảng xếp hạng vào tháng 1 năm 2008.
Tại Anh Quốc, Sì ra mắt ở vị trí quán quân với doanh số đạt 25.829 bản, trở thành album thứ 11 của Bocelli lọt vào top 10 của bảng xếp hạng. Đây cũng là album cổ điển đầu tiên đạt vị trí số 1 kể từ sau Titanic: Music from the Motion Picture (1998) của James Horner.

## Danh sách bài hát
| STT              | Nhan đề                                     | Sáng tác                                                              | Sản xuất         | Thời lượng |
| ---------------- | ------------------------------------------- | --------------------------------------------------------------------- | ---------------- | ---------- |
| 1.               | "Ali di libertà"                            | Davide Esposito                                                       | Bob Ezrin        | 3:32       |
| 2.               | "Amo soltanto te" (hợp tác với Ed Sheeran)  | Edward Sheeran Tiziano Ferro Matt Sheeran                             | Ezrin            | 3:20       |
| 3.               | "Un'anima"                                  | Richard Blaskey Daniel McAlister                                      | Ezrin            | 4:31       |
| 4.               | "If Only" (hợp tác với Dua Lipa)            | Luciano Quarantotto Francesco Sartori Mauro Malavasi Shridhar Solanki | Ezrin Malavasi   | 3:37       |
| 5.               | "Gloria the Gift of Life"                   | Jonas Myrin Edmond Cash Robert Ezrin                                  | Ezrin            | 3:47       |
| 6.               | "Fall on Me" (với Matteo Bocelli)           | Chad Vaccarino Ian Axel Fortunato Zampaglione Matteo Bocelli          | Ezrin            | 4:16       |
| 7.               | "We Will Meet Once Again" (với Josh Groban) | Joshua Groban Jacqueline Nemorin Marco Guazzone Tobias Gad            | Bernie Herms     | 3:55       |
| 8.               | "I Am Here" (bản tiếng Anh của "Sono Qui")  | Pierpaolo Guerrini Shridhar Solanki                                   | Ezrin Guerrini   | 3:49       |
| 9.               | "Vertigo"                                   | Raffaele Gualazzi                                                     | Malavasi         | 4:35       |
| 10.              | "Vivo"                                      | Riccardo Del Turco                                                    | Guerrini         | 4:22       |
| 11.              | "Dormi dormi"                               | Malavasi                                                              | Ezrin Malavasi   | 4:06       |
| 12.              | "Ave Maria pietas" (với Aida Garifullina)   | Danijel Vuletic Malavasi                                              | Ezrin Malavasi   | 4:12       |
| Tổng thời lượng: | Tổng thời lượng:                            | Tổng thời lượng:                                                      | Tổng thời lượng: | 48:02      |

| Bài hát thêm cho phiên bản cao cấp | Bài hát thêm cho phiên bản cao cấp                | Bài hát thêm cho phiên bản cao cấp     | Bài hát thêm cho phiên bản cao cấp | Bài hát thêm cho phiên bản cao cấp |
| STT                                | Nhan đề                                           | Sáng tác                               | Sản xuất                           | Thời lượng                         |
| ---------------------------------- | ------------------------------------------------- | -------------------------------------- | ---------------------------------- | ---------------------------------- |
| 13.                                | "Meditation"                                      | Andrea Bocelli Malavasi Jules Massenet | Ezrin                              | 4:09                               |
| 14.                                | "Miele impuro"                                    | Emilio Rentocchini Sartori             | Ezrin                              | 3:09                               |
| 15.                                | "Sono qui" (phiên bản acoustic)                   | Quarantotto Sartori Malavasi           | Guerrini                           | 4:26                               |
| 16.                                | "Ali di libertà" (phiên bản acoustic)             | Esposito                               | Guerrini                           | 3:33                               |
| 17.                                | "Fall on Me" (với Matteo Bocelli) (bản tiếng Anh) | Vaccarino Axel Zampaglione Bocelli     | Ezrin                              | 4:18                               |
| Tổng thời lượng:                   | Tổng thời lượng:                                  | Tổng thời lượng:                       | Tổng thời lượng:                   | 67:37                              |

| Đĩa thêm cho phiên bản cao cấp | Đĩa thêm cho phiên bản cao cấp                                             | Đĩa thêm cho phiên bản cao cấp |
| STT                            | Nhan đề                                                                    | Thời lượng                     |
| ------------------------------ | -------------------------------------------------------------------------- | ------------------------------ |
| 1.                             | "Alas de libertad" (bản tiếng Tây Ban Nha của "Ali di libertà")            | 3:32                           |
| 2.                             | "Tu eres mi tesoro" (bản tiếng Tây Ban Nha của "If Only")                  | 3:39                           |
| 3.                             | "Gloria por la vida" (bản tiếng Tây Ban Nha của "Gloria the Gift of Life") | 3:47                           |
| 4.                             | "Ven a mi" (với Matteo Bocelli) (bản tiếng Tây Ban Nha của "Fall on Me")   | 4:18                           |
| 5.                             | "Estoy aquì" (bản tiếng Tây Ban Nha của "Sono qui")                        | 3:49                           |
| 6.                             | "Vivo otra vez contigo" (bản tiếng Tây Ban Nha của "Vivo")                 | 4:22                           |
| 7.                             | "Duerme duerme" (bản tiếng Tây Ban Nha của "Dormi dormi")                  | 4:06                           |
| 8.                             | "Un rêve de liberté" (bản tiếng Pháp của "Ali di libertà")                 | 3:30                           |
| 9.                             | "If Only" (bản tiếng Quan thoại) (với A-Mei)                               | 3:37                           |
| Tổng thời lượng:               | Tổng thời lượng:                                                           | 34:40                          |

## Xếp hạng và chứng nhận
| Bảng xếp hạng (2018)                   | Vị trí cao nhất |
| -------------------------------------- | --------------- |
| Album Úc (ARIA)                        | 7               |
| Album Áo (Ö3 Austria)                  | 10              |
| Album Bỉ (Ultratop Vlaanderen)         | 3               |
| Album Bỉ (Ultratop Wallonie)           | 49              |
| Album Canada (Billboard)               | 3               |
| Album Cộng hòa Séc (ČNS IFPI)          | 18              |
| Album Hà Lan (Album Top 100)           | 7               |
| Album Đức (Offizielle Top 100)         | 10              |
| Hy Lạp (IFPI Greece)                   | 8               |
| Album Hungaria (MAHASZ)                | 13              |
| Album Ireland (IRMA)                   | 3               |
| Album Ý (FIMI)                         | 6               |
| New Zealand (RMNZ)                     | 6               |
| Album Ba Lan (ZPAV)                    | 6               |
| Album Bồ Đào Nha (AFP)                 | 15              |
| Album Scotland (OCC)                   | 1               |
| Slovakia (ČNS IFPI)                    | 8               |
| Nam Hàn Quốc (Gaon)                    | 73              |
| Album Hàn Quốc Quốc tế (Circle)        | 3               |
| Tây Ban Nha (PROMUSICAE)               | 22              |
| Album Thụy Sĩ (Schweizer Hitparade)    | 10              |
| Album Anh Quốc (OCC)                   | 1               |
| US Billboard 200                       | 1               |
| Album Hoa Kỳ Top Classical (Billboard) | 1               |

| Bảng xếp hạng (2018)     | Vị trí |
| ------------------------ | ------ |
| Úc (ARIA)                | 81     |
| Bỉ (Ultratop Flanders)   | 48     |
| Hà Lan (MegaCharts)      | 98     |
| Đức (Offizielle Top 100) | 94     |
| Ireland (IRMA)           | 18     |
| Ý (FIMI)                 | 49     |
| Ba Lan (ZPAV)            | 31     |
| Anh Quốc (OCC)           | 12     |

| Quốc gia                                                                           | Chứng nhận  | Số đơn vị/doanh số chứng nhận |
| ---------------------------------------------------------------------------------- | ----------- | ----------------------------- |
| Ý (FIMI)                                                                           | Vàng        | 25.000‡                       |
| Ba Lan (ZPAV)                                                                      | 2× Bạch kim | 40.000‡                       |
| Anh Quốc (BPI)                                                                     | Vàng        | 100.000‡                      |
| * Chứng nhận dựa theo doanh số tiêu thụ. ^ Chứng nhận dựa theo doanh số nhập hàng. |             |                               |